# Слава (броненосец)
«Слава» — эскадренный броненосец Русского Императорского флота типа «Бородино». Единственный из кораблей своего типа, не принявший участие в Русско-Японской войне.
Во время Первой мировой войны входил в состав Балтийского флота, действуя в основном в Рижском заливе. Затоплен во время Моонзундского сражения. В 1930-х годах «Слава» разобрана эстонцами на металл.

## Описание

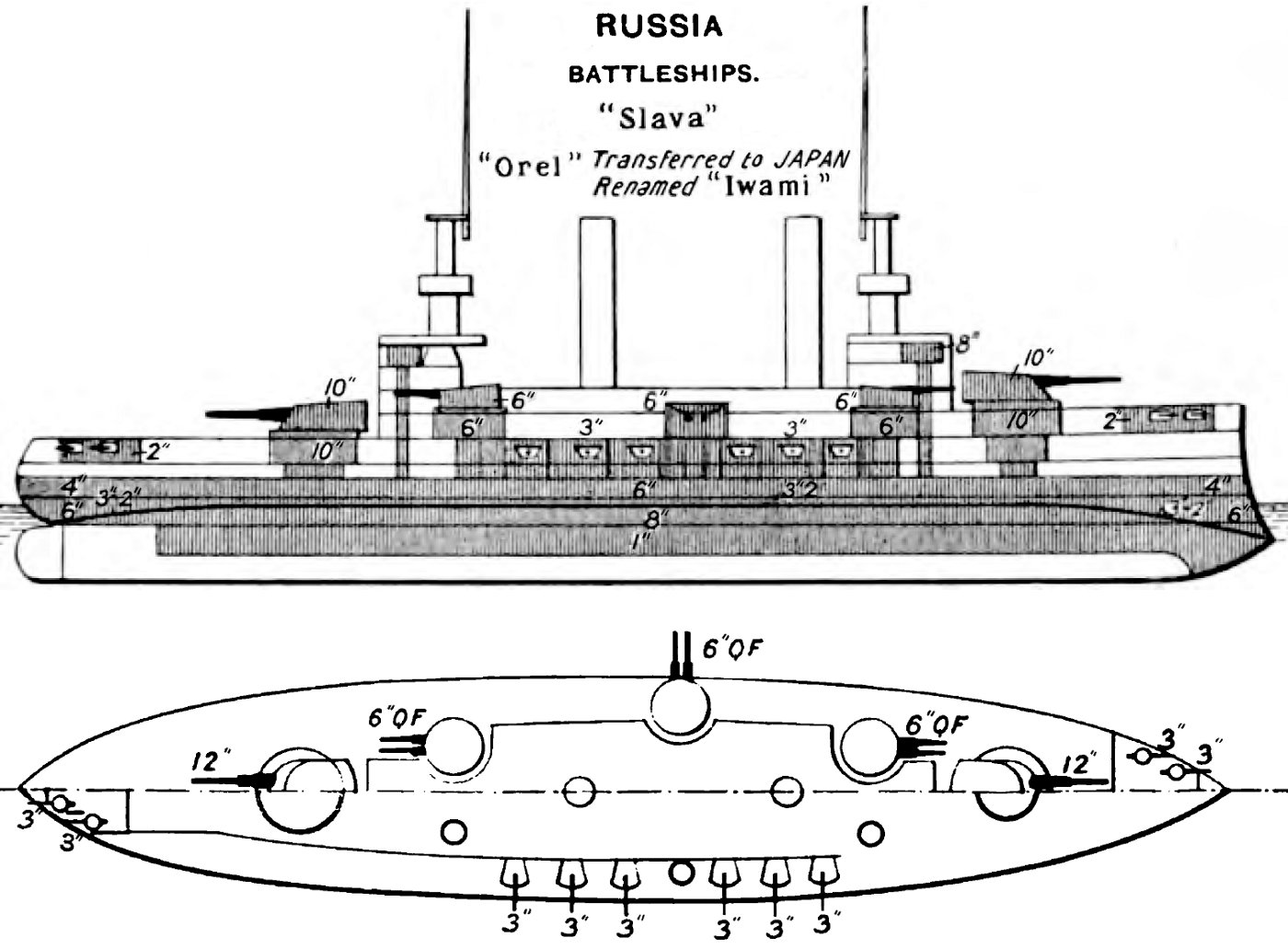
Схема бронирования и вооружения из Brassey’s Naval Annual за 1906 год.

### Силовая установка
Главные механизмы «Славы» воспроизводили таковые «Князя Суворова».
Котельная установка состояла из 20 котлов Бельвиля (без экономайзеров) с давлением пара 21,1 кг/см² и суммарной нагревательной поверхностью 3739 м². Силовая из двух четырёхцилиндровых агрегатов тройного расширения по 7900 и. л. с. Диаметр цилиндров составлял — высокого давления, среднего и обоих низкого — 838, 1372 и 1575 мм, ход поршня равнялся 1143 мм.
На корабле имелось две динамо-машины (валогенераторные установки) с приводом от главного двигателя по 150 кВт каждая, а также два независимых вспомогательных генератора по 64 кВт.
Проектная мощность силовой установки составляла 15 800 л. с., но на испытаниях она развила 16 378 л. с., что позволило броненосцу иметь ход в 17,64 узла (32,67 км/ч).
С полной загрузкой угля, — 1372 тонны, — корабль имел запас хода в 2590 морских миль 10-узловым ходом.

### Вооружение
Четыре 12-дюймовых (305-мм) орудия главного калибра были расположены в двух орудийных башнях, размещённых в диаметральной плоскости корабля. Скорострельность орудий составляла порядка 1 выстрела в минуту, а после модернизации системы подачи боеприпасов около 1914 года возросла до 1 выстрела в 40 секунд. 305-мм пушки имели составной ствол с кольцевым скреплением длиной 40 калибров (12 200 мм) и поршневой затвор с ручным приводом. Дульная энергия 106,1 МДж. Артустановки системы Петербургского Металлического завода имели мощное противоснарядное бронирование, электроприводы горизонтального и вертикального наведения в секторе 270° по горизонтали и от −5° до +15° по вертикали. Механизм заряжания который состоял из двух пробойников, основного и резервного и системы подачи боеприпасов. Открывание и закрывание затворов производилось при нулевом угле возвышения, а заряжание при фиксированном угле возвышения +5°. Для стрельбы первоначально использовались относительно легкие бронебойные, фугасные, картечные и сегментные снаряды обр. 1907 г. массой 331,7 кг. Снаряды имели баллистические наконечники. Суммарный боекомплект корабля — 248 снарядов. Пушки сообщали им начальную скорость 792,5 м/с. Дальность ведения огня на наибольшем угле возвышения 15° составляла 80 кб. Артустановки имели три поста управления и два оптических прицела (по одному на орудие). Бронебойные снаряды имели хорошую баллистику и большую дальность прямого выстрела, но при этом уступали куда более тяжелым снарядам аналогичного калибра западных стран в бронепробиваемости на больших дистанциях и плохо пробивали палубную броню.
- Артиллерия среднего калибра была представлена двенадцатью 6-дюймовыми (152-мм) орудиями, которые были размещены также в башнях, расположенных на верхней палубе и имевших электропривод. Практическая скорострельность их составляла порядка 3 снарядов в минуту, боекомплект — по 180 снарядов на орудие.[3]

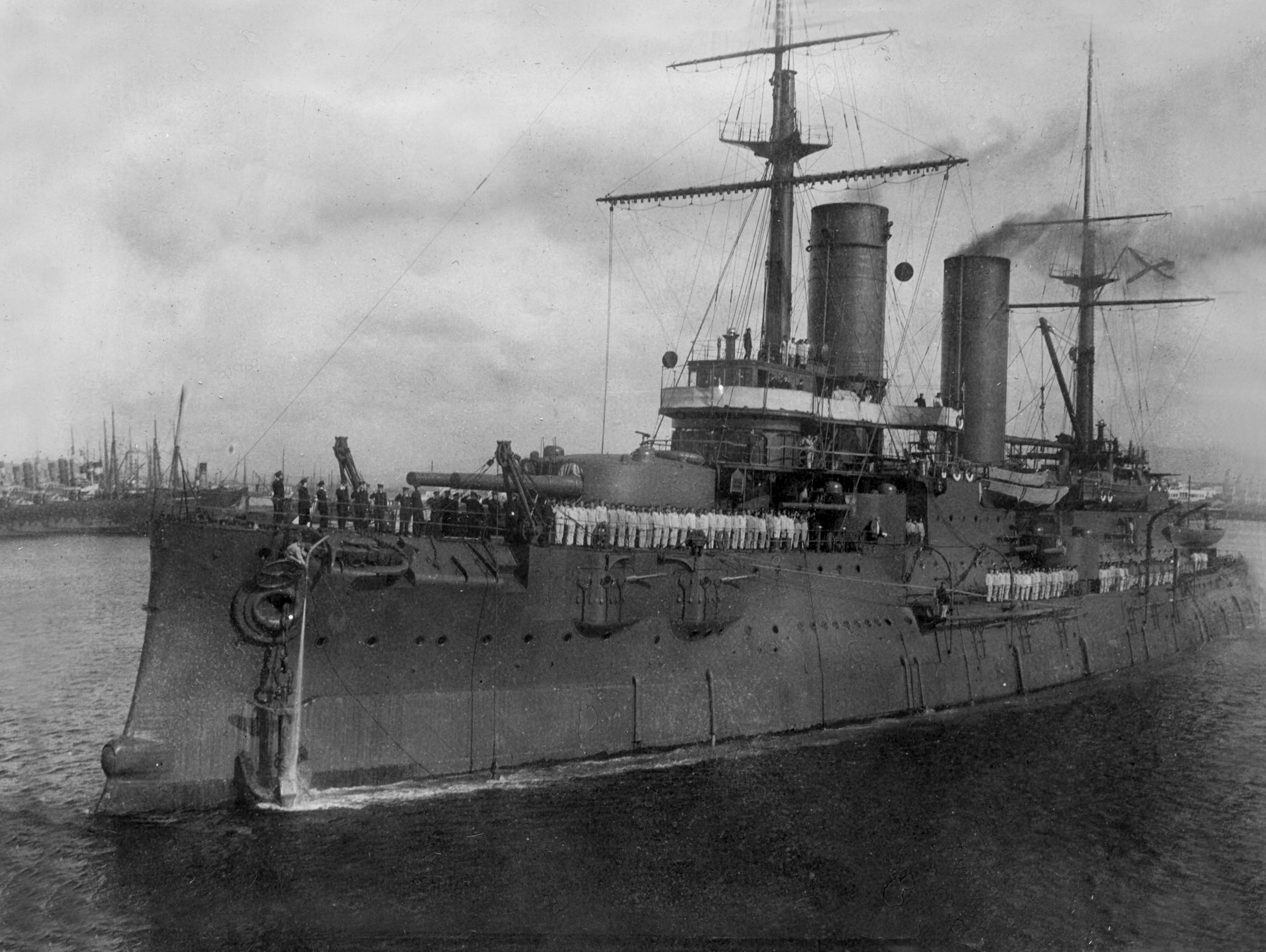
«Слава» в гавани Пирея, 1907 год.

152-мм пушки системы Канэ, по аналогии с главным калибром имели составной ствол с кольцевым скреплением длиной 45 калибров (6840 мм) и поршневой затвор. Артустановки имели противоснарядное бронирование и электроприводы горизонтального и вертикального наведения. При этом для 1,2,5,6-й артустановок обеспечивался угол горизонтального наведения около 160°, а для 3,4-й — 180°. Угол вертикального наведения был в пределах от −5°, до +20° для всех 152-мм артустановок. Артустановки имели только механизм подачи боеприпасов, а заряжание производилось вручную заряжающими. Максимальная скорострельность 4-5 залпов/60 сек. Для стрельбы использовались 152-мм снаряды патронного типа образца 1907 г. массой 41,5 кг, тех же типов, что и 305-мм. Кроме того в качестве средства ПЛО корабль имел специальные ныряющие снаряды, действующие по принципу глубинных бомб. Суммарный боекомплект — 1564 снаряда. Пушки обеспечивали 41,5-кг снарядам начальную скорость 792,5 м/с и при угле возвышения 15° могли стрелять на расстояние 53 каб. Оптические прицелы и посты управления аналогичны АУ ГК.
Для защиты от эсминцев броненосец имел 12 75-мм орудий Канэ с боезапасом в 300 снарядов на каждое, по 6 на борт, расположенных в центральной казематной батарее. 75-мм пушки имели ствол длиной 50 калибров (3750 мм), ручные приводы наведения и механизированную подачу боекомплекта. Снаряды массой 4,92 кг имели максимальную дальность 6,5 км (35 кабельтовых). Скорострельность 6-8 выст/мин. Четыре из них были расположены в носовом каземате, прямо под передней орудийной башней главного калибра, по два на борт, и были в достаточной степени подняты над ватерлинией для того, чтобы вести огонь при любом волнении. Остальные располагались в казематах кормовой части корабля вдоль борта, из-за чего при сильном волнении вести из них огонь было проблематично.

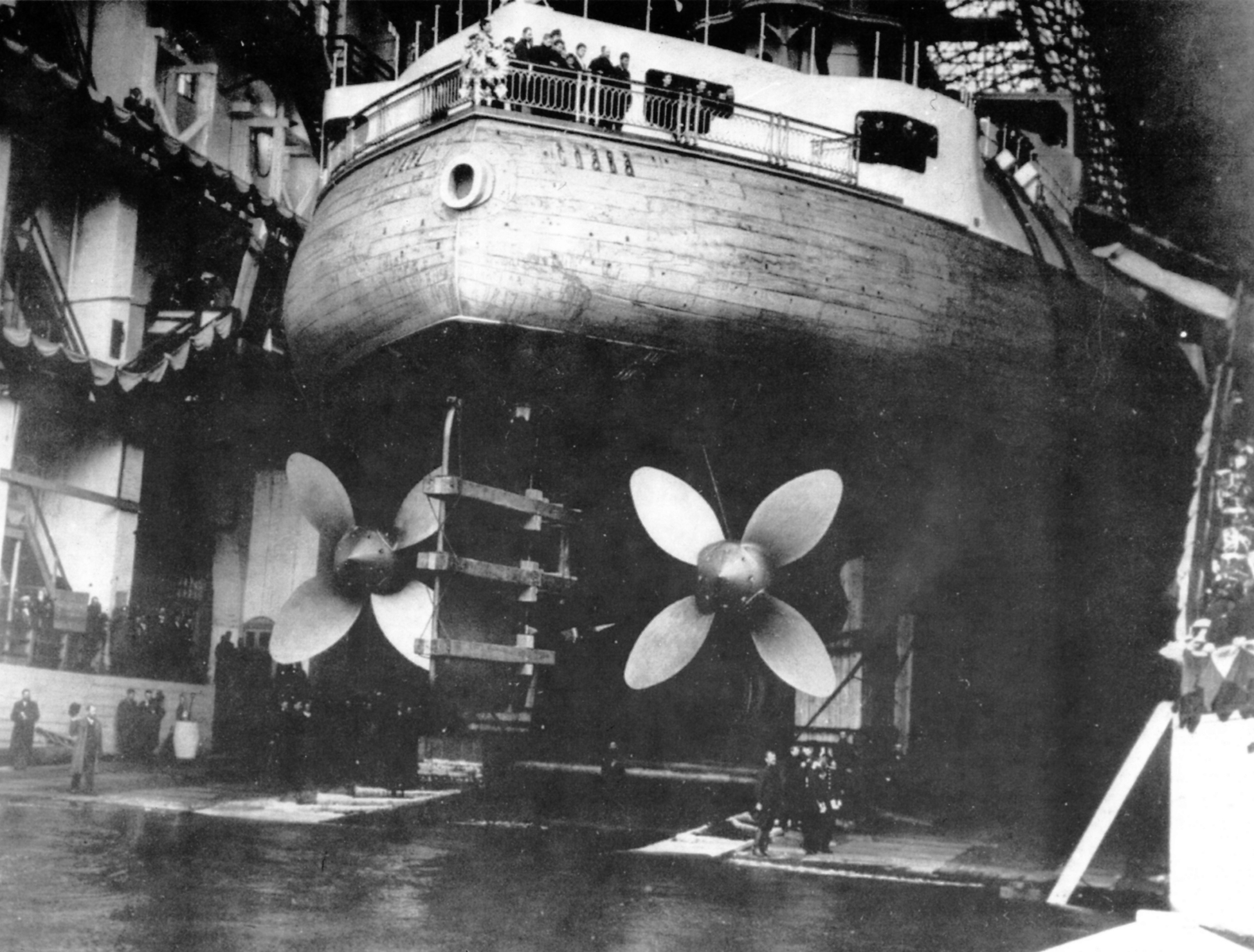
Винты, руль и кормовой торпедный аппарат.

Все предусматривавшийся проектом 47-мм скорострельные пушки Гочкиса кроме четырёх были убраны в процессе постройки корабля, а оставшиеся использовались как салютные.
Кроме артиллерийского вооружения, корабль имел четыре 15-дюймовых (381-мм) торпедных аппарата — по одному надводному в форштевне и ахтерштевне и два подводных по бортам. Боекомплект — 8 торпед Лесснера (образца 1898 года). 381-мм торпеда имела массу 430 кг, БЧ 64 кг и дальность хода 0,9 км на 25 узлах или 0,6 км на 30 узлах.
В начале Первой мировой войны на корабль были установлены два 47-мм зенитных орудия. На начало 1917 года корабль имел четыре 76-мм зенитки. С 17 июля по 4 августа 1914 года на «Славе» были сняты все 12 орудий центральной батареи и оставлено по четыре 75-мм орудия в носовом и кормовом казематах (всего восемь). Кроме того, в 1916 году были внесены изменения в конструкцию башен главного калибра, благодаря которым максимальный угол возвышения стволов 12-дюймовок достиг 25°, а их дальнобойность возросла до 21 км.

## Бронирование
Бортовой пояс имел толщину 194 мм (против 250 у прототипа французской постройки) по ватерлинии в средней части корпуса и 145 мм в оконечностях. Состоял из плит высотой 2 м. Верхний пояс состоял из плит толщиной 152 мм и 102 мм высотой 1,67 м. Продольная броневая переборка имела толщину 40 мм, батарейная палуба прикрывалась бронёй толщиной 65 и 47 мм. Самым главным отличием от «Цесаревича» стало введение броневого скоса нижней палубы к нижней кромке бортовой брони, как на «Пересвете». Нижняя палуба «Славы» выполнялась из двух слоёв судостроительной стали общей толщиной 39,7 мм и переходила у бортов в скосы той же толщины. Казематы 75-мм орудий (центральный, носовой и кормовой) бронировался с бортов и по траверзам крупповскими нецементированными плитами толщиной 76 мм. Броня башен 305-мм орудий — 254 мм (их подачных труб — 229 мм), башен 152-мм орудий— 152 мм (подачных труб —152 мм) боевой рубки и трубы под ней — 203 мм. Крыши рубок и башен имели толщину брони 50,8 мм. Общий вес брони составил 4535 т, или 33,5 % от нормального проектного водоизмещения в 13 516 т.

## Служба
«Слава» была построена на Балтийском заводе в Санкт-Петербурге. Броненосец был заложен 1 ноября 1902 года, спущен на воду 19 августа 1903 года, строительство завершено в октябре 1905 года. К этому времени, после окончания Русско-японской войны и появления дредноутов, корабль уже считался устаревшим.

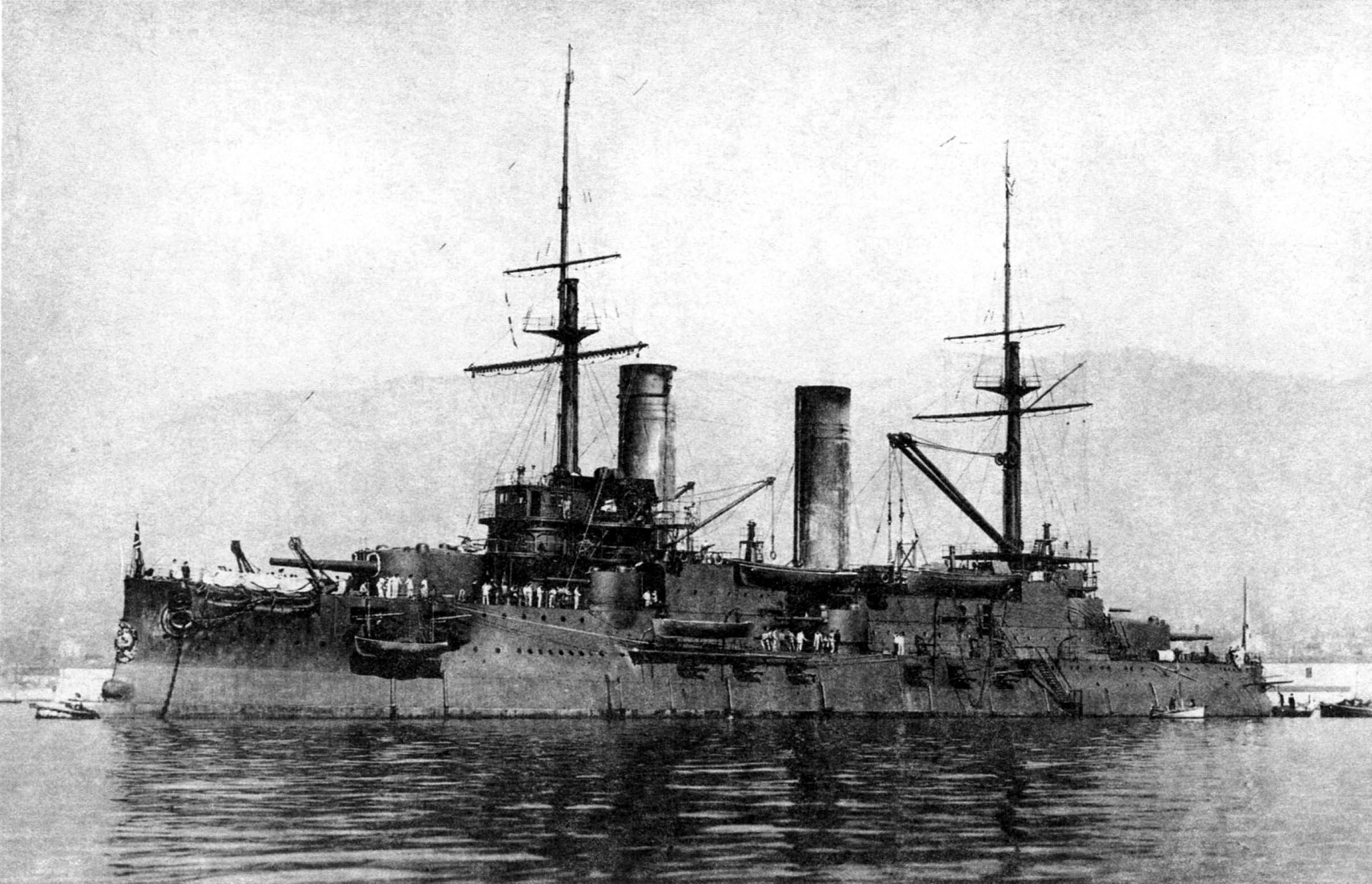
Броненосец в Средиземном море.

После этого «Слава» была приписана к отдельной учебной эскадре.
В июле 1906 года броненосец участвовал в обстреле восставшей крепости Свеаборг.

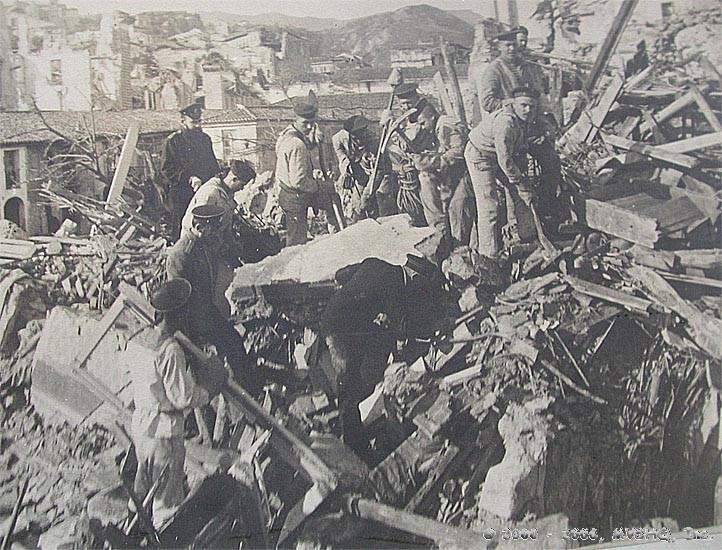
Русские моряки разбирают завалы в Мессине.

Вместе с броненосцем «Цесаревич» и крейсером «Богатырь», «Слава» отправилась в первое учебное плавание, в ходе которого посетила Бизерту, Тунис, Тулон и другие порты Средиземного моря. В декабре 1908 года, когда «Слава» находилась в сицилийском городе Мессина, там произошло сильнейшее землетрясение. Экипаж корабля участвовал в спасательных работах в городе, раненые были эвакуированы на броненосце в Неаполь.
В 1910 году на корабле произошла серьёзная авария в котельном отделении, после чего он был отбуксирован «Цесаревичем» в Гибралтар, а затем — отправлен в Тулон, где в 1910—1911 был проведён капитальный ремонт броненосца на заводе фирмы «Форж э Шантье» (фр. Forges et Chantiers de la Méditerranée), занявший около года. После возвращения в Кронштадт, корабль был выведен из состава учебной эскадры и зачислен в состав Балтийского флота.
На начало Первой мировой войны на Балтике Россия имела только четыре устаревших додредноута, из которых была сформирована бригада броненосцев; четыре дредноута типа «Гангут» находились в стадии окончания постройки. После того как они вошли в строй и могли приступить к охране входа в Финский залив, «Слава» прошла Ирбенским проливом и присоединилась к силам, действовавшим в Рижском заливе.

### Битва за Рижский залив
8 августа 1915 года немецкая эскадра начала траление минных заграждений в Ирбенском проливе. «Слава» и канонерские лодки «Грозящий» и «Храбрый» подошли к месту работ; канонерки открыли огонь по тральщикам. Им ответили с большого расстояния немецкие додредноуты «Эльзас» и «Брауншвейг», но «Слава», несмотря на повреждения, полученные от близких разрывов снарядов, не уходила с позиции. Согласно одним источникам, «Слава» не отвечала на их огонь из-за недостаточной дальнобойности орудий, а немцы отступили, так как русских мин оказалось намного больше, чем они рассчитывали встретить. По иной информации, «Слава» вступила в артиллерийскую дуэль с немецкими броненосцами, и, потеряв два тральщика, T-52 и T-58, на минах, немцы временно отказались от попытки прорыва.
Вторая попытка была предпринята немцами 16 августа, в этот раз — под прикрытием дредноутов «Нассау» и «Позен». Экипаж «Славы» затопил часть отсеков одного борта, создав искусственный крен в 3° — это позволило довести дальность стрельбы главного калибра до порядка 16 500 м. Однако и в этот раз до прямого столкновения с линкорами дело не дошло, «Слава» лишь обстреляла тральщики, а также вела огонь по другим немецким силам, в частности — броненосному крейсеру «Принц Адальберт», когда они приближались к другим русским кораблям.
На следующий день немцы вновь вернулись к тралению, на этот раз «Слава» получила три прямых попадания 283-мм снарядов. Первый пробил броневой пояс и взорвался в угольной яме; второй пробил палубу, попав в подающую трубу задней 6-дюймовой орудийной башни левого борта, и начал пожар в её погребе боеприпасов, который пришлось затопить. Третий снаряд снёс несколько шлюпок корабля и взорвался в воде у борта. Тем не менее, этими попаданиями кораблю не было нанесено существенного урона, и «Слава» оставалась на месте вплоть до приказа об отступлении.
На следующий день немецкие силы вошли в Рижский залив, но после того, как 19 августа британская подводная лодка E-1 торпедировала немецкий крейсер «Мольтке», они были вынуждены уйти, тем более что русская береговая артиллерия всё ещё контролировала Ирбенский пролив, делая нахождение немцев в заливе весьма рискованным.
Отступление немецких сил позволило «Славе» переключиться на задачу огневой поддержки сухопутных войск. Во время бомбардировки позиций немцев около Тукумса, попаданием в боевую рубку стоящего на якоре корабля были убиты командир броненосца капитан 1-го ранга С. С. Вяземский, флагманский артиллерийский офицер капитан 2-го ранга В. А. Свиньин и пять нижних чинов. По данным МакЛофлина, это было попадание снаряда немецкой полевой артиллерии, но в книге Некрасова утверждается, что в рубку попала 10-килограммовая бомба с одного из немецких морских самолётов. Так или иначе, «Слава» осталась на позиции и продолжила бомбардировку. Броненосец продолжал поддерживать огнём сухопутные войска вплоть до того времени, когда воды Рижского залива стали покрываться льдом, после чего он ушёл на зимовку на остров Муху.
9 (22) октября 1915 года «Слава» действовала в качестве флагманского корабля во время десантной операции у мыса Домеснес. Когда корабли подошли к пункту высадки и Гидросамолёты с авиатранспорта «Орлица» (4 аппарата) произвели разведку местности и предварительные бомбовые удары, «Слава» выполнила отвлекающую бомбардировку, а затем присоединилась к артиллерийской поддержке десанта (выпущено 60 6-дюймовых снарядов).
В результате десанта немцы потеряли убитыми 43 человека (в числе убитых был найден 1 офицер), 7 солдат были захвачены в плен и вывезены с десантом, число раненых неизвестно. Потери десанта — 4 тяжелораненых.
12 апреля 1916 в корабль угодили три лёгкие бомбы, сброшенные с немецких морских самолётов; они практически не нанесли вреда кораблю, но убили нескольких матросов. 2 июля броненосец продолжил бомбардировку наступающих немецких войск, неоднократно повторяя обстрел на протяжении июля и августа, несмотря на попадание 8-дюймового (203 мм) снаряда в броню в районе ватерлинии, впрочем, не нанёсшее никакого ущерба.
12 сентября 1916 года немецкие крейсера выманили «Славу» в открытое море; немцы попытались потопить сильно досаждавший им броненосец при помощи скоординированной атаки подлодки UB-31 и низколетящих торпедоносцев, но все торпеды прошли мимо цели. Это была первая атака торпедоносцев на движущийся броненосец.

### Модернизация

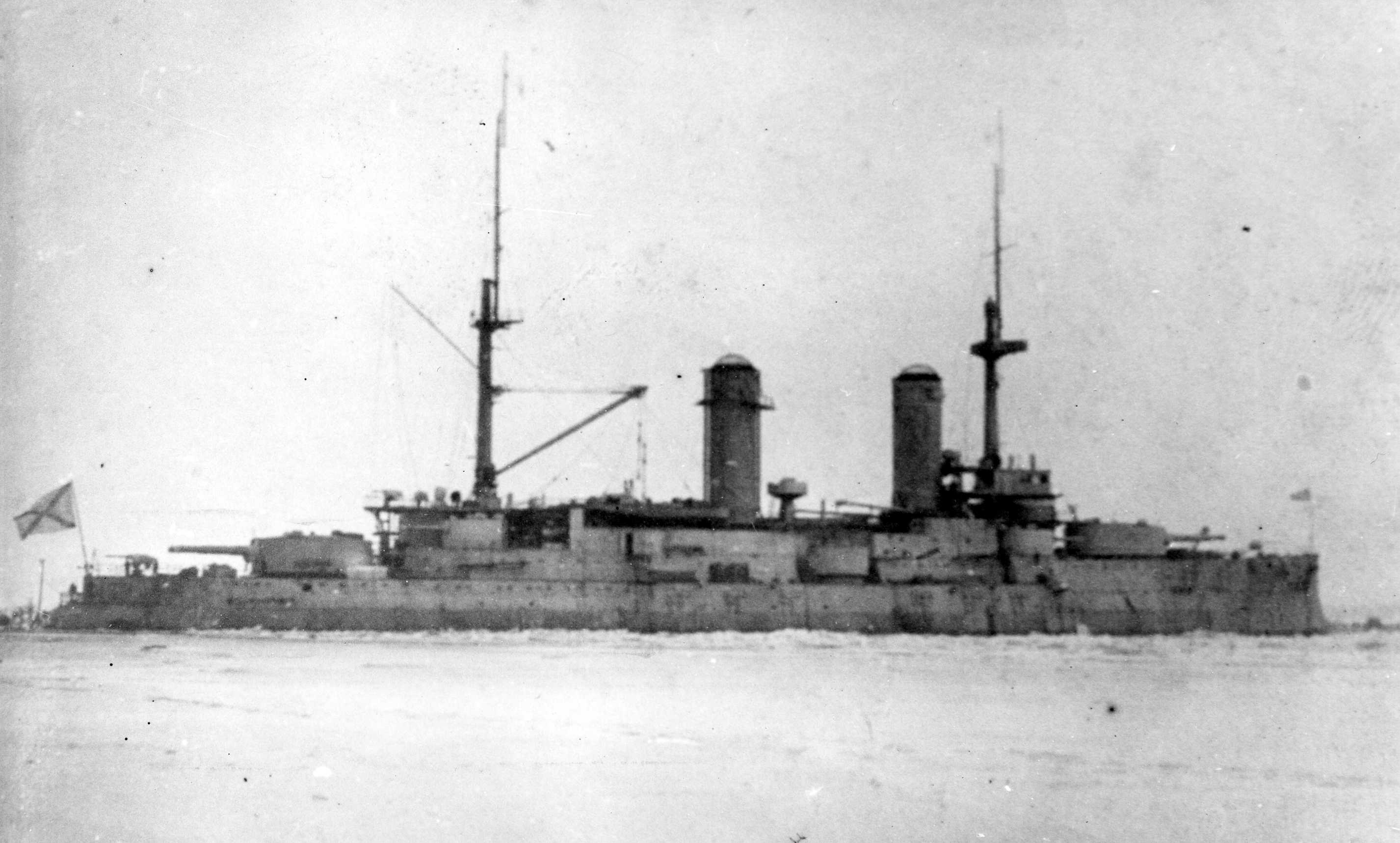
«Слава» после модернизации.

С конца 1916 по май 1917 года броненосец прошёл ремонт и модернизацию в Свеаборге. С 3 по 16 ноября силами 40 мастеровых Путиловского завода и артиллеристов корабля на линкоре были заменены все 305-мм орудия.
Был снят один ярус кормовой надстройки, увеличены сектора́ обстрела 152-мм башен. Угол возвышения стволов у орудий главного калибра был доведён до 25 градусов (вместо 15°), что увеличило дальность огня до 115 кабельтовых. На крышах башен главного калибра установили 76,2-мм зенитные пушки.

### Моонзундское сражение
В период Февральской революции и последовавших убийств офицеров на Балтийском флоте команда «Славы» отказалась подчиниться требованию команд других кораблей уничтожить своих офицеров, единственной жертвой этих события стал убитый неизвестными боцман броненосца.
С августа 1917 года корабль находился в составе передового отряда флота у Моонзундского архипелага и в Рижском заливе.
На начальных стадиях немецкой операции «Альбион» в октябре 1917 года, «Слава» находилась на позиции у острова Эзель, охраняя вход в Рижский залив и Кассарский плёс, отделяющий острова Эзель и Даго. 2 (15) и 3 (16) октября броненосец открывал огонь по немецким миноносцам, атаковавшим русские лёгкие силы на Кассарском плёсе, но без успеха.

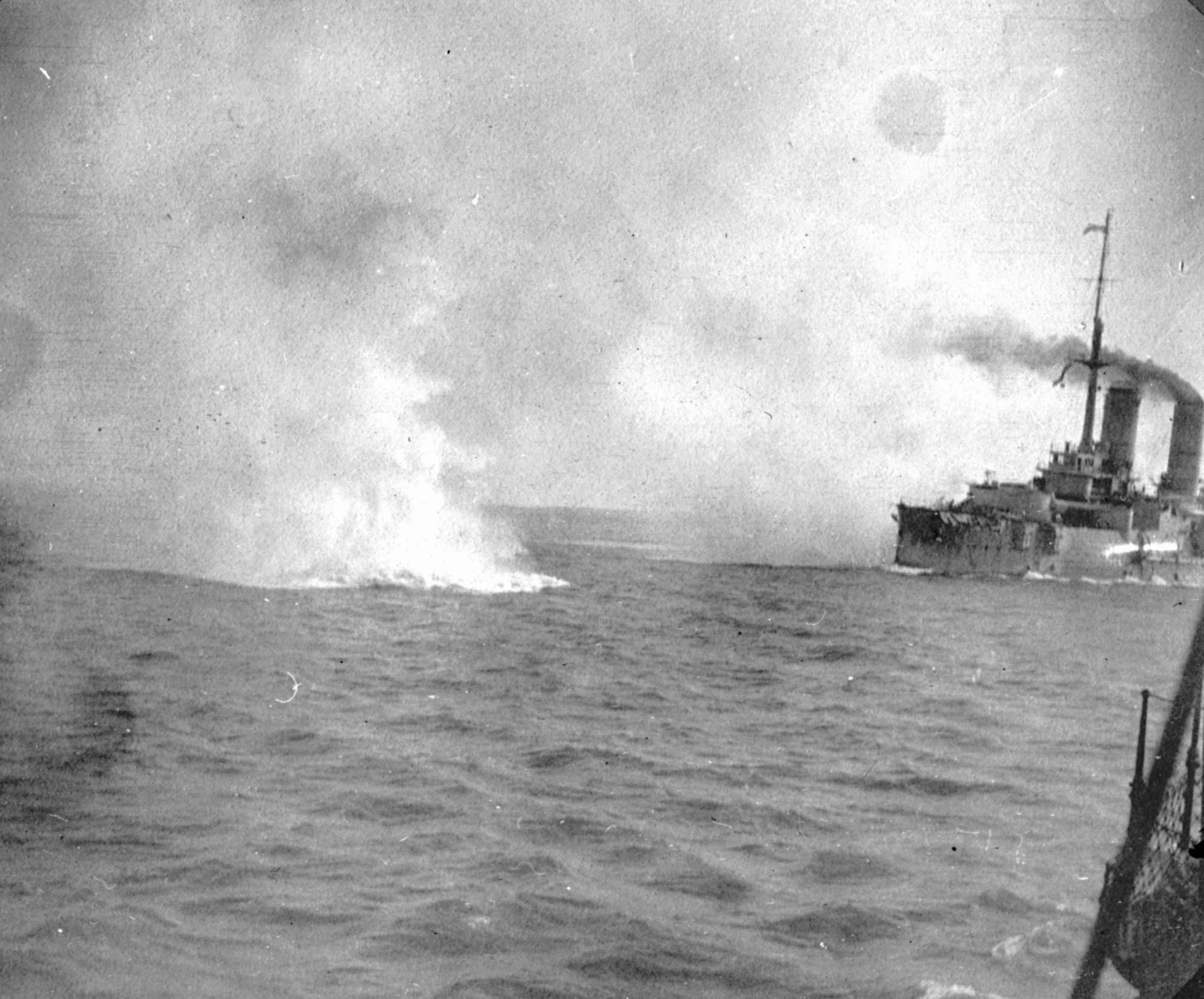
Линейный корабль «Слава» в бою. Снимок сделан 4 (17) октября 1917 года с борта миноносца «Сильный».

Утром 4 (17) октября немцы приступили к тралению русских мин у южного входа в Моонзундский канал. «Слава», додредноут «Гражданин» (бывший «Цесаревич») и броненосный крейсер «Баян II» по приказу вице-адмирала Михаила Бахирева отправились навстречу немецким силам и открыли огонь по тральщикам в 8:05 по центральноевропейскому времени, а в 8:12 «Слава» с дистанции, близкой к предельной, обстреляла немецкие линкоры König и Kronprinz, прикрывавшие тральщики. «Гражданин», башни которого не прошли модернизации, и «Баян» продолжили в это время обстрел тральщиков. Немецкие линкоры ответили, но их выстрелы не достали до позиции «Славы». «Слава» также ни разу не попала, хотя некоторые из её снарядов упали всего в 50 м от «Кёнига». В итоге немцы, видя неудобство своей позиции в узкости, затруднявшей маневрирование, отступили.
Между тем, немецкие тральщики достигли большого успеха, несмотря на постоянный обстрел со стороны русских кораблей и береговой батареи. Кроме того, в это время носовая башня «Славы» вышла из строя после 11 выстрелов из-за деформации бронзового зубчатого венца и заклинивания механизма горизонтальной наводки. Эскадрой был получен приказ отойти к северу для завтрака экипажей. К 10:04 русские корабли вернулись на позицию, «Слава» открыла огонь кормовой башней с дистанции порядка 11 км.
Между тем, пока русские завтракали, тральщики проделали в северной части минного заграждения проход, после чего немецкие дредноуты смогли подойти ближе и вступить в бой. «Кёниг» обстрелял «Славу» в 10:14, и с третьего залпа накрыл русский броненосец тремя попаданиями. Первый снаряд попал в носовую часть, прошив броню под ватерлинией и взорвавшись в помещении носовой динамо-машины, в результате чего оно, а также погреб боеприпасов носовых 12-дюймовых орудий и другие отсеки в носу, были затоплены. Корабль принял 1130 тонн воды, получил дифферент на нос и накренился на 8°, позднее крен удалось уменьшить до 4° благодаря действию помп и затапливанию ряда отсеков противоположного борта. Третий снаряд попал в броневой пояс левого борта напротив машинного отделения, но не пробил его, вызвал лишь небольшую фильтрацию воды. Убитых и раненых в экипаже не оказалось. Бахирев принял решение на отвод корабля с позиции.
Однако до его начала в 10:24 в корабль попало ещё два снаряда; угодив в район передней дымовой трубы, они повредили погреб шестидюймовых снарядов и переднее котельное отделение; начался пожар, который удалось потушить через 15 минут. Погреб передней 6-дюймовой башни левого борта пришлось затопить. В 10:39 ещё два (по другим данным, три) снаряда своим попаданием убили двоих человек в котельной и затопили угольный бункер. Примерно в то же время «Слава» и второй броненосец начали отход к северу, их отход прикрывал «Баян».

При отходе корабль атаковали 6 германских аэропланов, атака отбита, по донесению командира, 1 аэроплан сбит зенитным огнём с линкора.

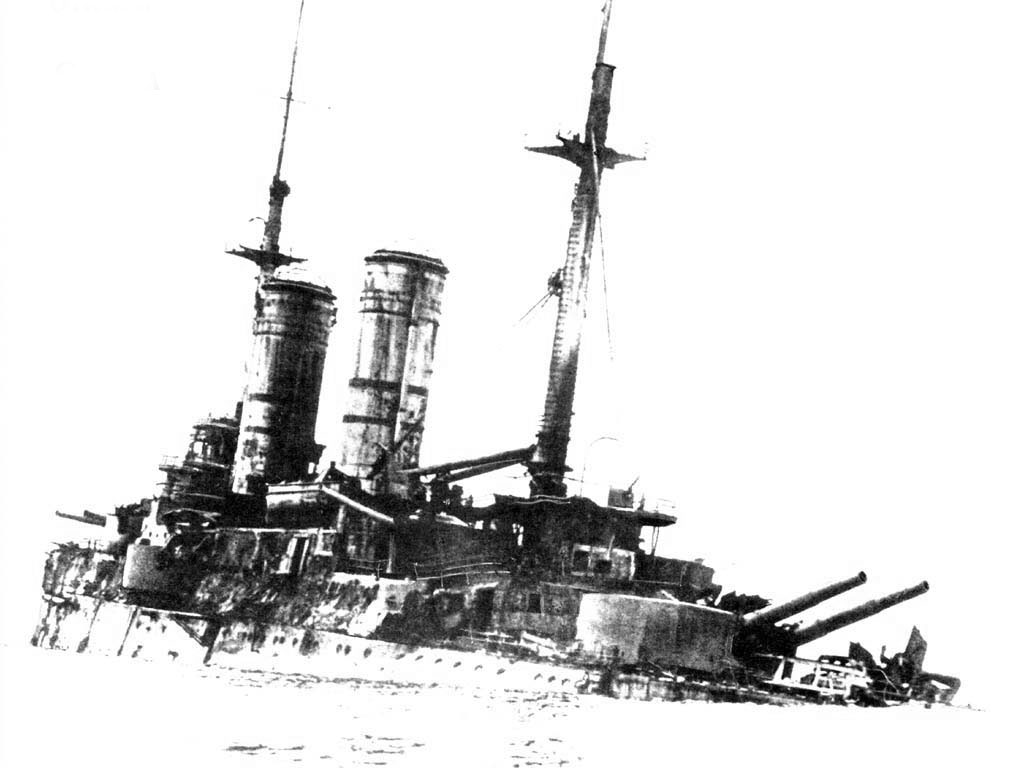
Взорванный броненосец, лежащий на грунте.

По итогам боя половина тяжелой артиллерии корабля вышла из строя, машины выходили из строя, течь в трюмах «Славы» несмотря на все принимаемые меры усиливалась настолько, что корабль не мог уйти вместе с остальным флотом через Моонзундский пролив между островами Даго и Вормси (корабль принял свыше 2500 тн воды); экипажу было приказано после прохода флота затопить броненосец у входа в пролив. Однако судовой комитет приказал экипажу покинуть машинное отделение из-за угрозы затопления; вскоре корабль лёг на подводные камни к юго-востоку от входа в пролив. Эсминцы сняли с корабля экипаж, после чего в 11:58 был взорван погреб снарядов кормовой 12-дюймовой башни. Взрыв посчитали недостаточно сильным, поэтому трём эсминцам было приказано добить корабль торпедами. После попадания одной из шести выпущенных по «Славе» торпед, корабль лёг на грунт с пробоиной в левом борту в районе дымовой трубы.
Точные потери команды в последнем бою не известны, по мнению К. П. Пузыревского, они составляют 3 убитых и 12 раненых и контуженых.
Из списков флота корабль был исключён 29 мая 1918 года.
В середине 1930-х годов независимая Эстония разобрала остатки корабля на лом. Пикриновая кислота, содержавшаяся в снарядах, использовалась жителями острова Муху как краситель для тканей; в частности, ярко-жёлтые юбки стали элементом местного традиционного женского костюма.

## Командиры
- 1902—1902. Успенский, Иван Петрович
- 1902—1904. Васильев, Владимир Фёдорович
- 25.10.1904[26] — 26.09.1905[27] — капитан 1-го ранга Князев, Михаил Валерьянович
- 1905—1907. Русин, Александр Иванович
- 1907—1908. Баженов, Александр Александрович
- 1908—1910. Кедров Э. Э.
- 05.11.1910 — хх.хх.1913 — капитан 1-го ранга Коломейцев, Николай Николаевич
- 18.11.1913 — хх.хх.1914 — капитан 1-го ранга Рихтер, Оттон Оттонович
- 24.12.1914 — 12.09.1915[28] — капитан 1-го ранга Вяземский, Сергей Сергеевич
- 12.11.1915 — хх.хх.1916 — капитан 1-го ранга Ковалевский, Владимир Владимирович
- 12.12.1916 — 07.06.1917 — капитан 1-го ранга Плен, Павел Михайлович
- 1917, март. Галлер, Лев Михайлович
- 1917—1917. Антонов, Владимир Григорьевич
- 1917—1917. Зуев Николай (председатель судкома)